# 韦亚恩
韦亚恩是德国巴伐利亚州的一个市镇。总面积46.71平方公里，总人口3429人，其中男性1754人，女性1675人（2011年12月31日），人口密度73人/平方公里。